# Zeitgeist (personaggio)
Zeitgeist, alter ego di Axel Cluney, è un personaggio dei fumetti Marvel Comics, creato da Peter Milligan (testi) e Michael Allred (disegni) apparso unicamente in X-Force n. 116 (luglio 2001).

## Biografia del personaggio
Axel Cluney era un mutante con la capacità di vomitare melma gelatinosa ed energizzata dalla sua cavità orale. La melma scaricata poteva divorare o dissolvere quasi tutte le sostanze del mondo. Axel era tormentato dagli incubi della prima volta che il suo potere mutante si manifestava. Una sessione di pomiciata proibita e ubriaca sulla spiaggia si è conclusa quando ha vomitato acido, bruciando il viso della ragazza. Lei sopravvisse, ma Axel si chiese se gli incubi sarebbero finiti se avesse mai ricordato il nome della ragazza.
Axel si unì al super miliardario Spike Freeman e all'ex super eroe Arm, ora noto come l'Allenatore, per formare il primo gruppo di supereroi mutanti, X-Force, con Axel nella posizione di leader. Axel divenne famoso, ma segretamente odiava sia il pubblico che lo adorava ed era insoddisfatto della sua vita mutante di alto profilo, sia i suoi compagni di squadra che pensava fossero inferiori.
La giovane Edie Sawyer era attratta da Axel, e usò i suoi poteri mutanti per apparire letteralmente di fronte a lui durante la premiere di un film, manifestandosi in vista dei paparazzi. Axel ha riconosciuto il suo talento e l'ha portata nella squadra come U-Go-Girl. I due si sarebbero poi frequentati.

### Caposquadra
Zeitgeist ha guardato i filmati delle missioni che la squadra ha intrapreso, apparentemente per studiare le tattiche. Le top model con cui si rilassava credevano che fosse per scopi più "eccitanti". Mentre studiava una missione che coinvolgeva gli ammutinati delle tribù nordafricane, prendeva appunti mentali su ogni membro della squadra. In particolare, ricordò a se stesso come il tasso di uccisioni di Plazm non fosse accettabile, come U-Go-Girl avesse bisogno di stabilizzarsi e come la morte di Sluk non fosse così grave, dato che non sembrava umano come il resto dell'equipaggio.
Coach portò un nuovo mutante, Tyke "The Anarchist" Alicar per sostituire Sluk. Tike si è scontrato con Axel perché stava cercando di superare Axel. Tuttavia, X-Force stava avendo altri problemi. Gin Genie era noioso, Battering Ram piagnucolava, Edie era andata a letto con Axel e ora era innamorata di lui, e gli altri non stavano ottenendo un appeal di massa. Coach pianificò di avere terroristi politicamente liberi, proprio il tipo di cattivo di cui X-Force aveva bisogno, rapire la boy band Boyz R Us e organizzò la cosa in modo che X-Force sarebbe andata in salvo, ma solo Tyke e Zeitgeist sarebbero sopravvissuti. Axel era titubante, ma non riusciva a vedere altro modo per salvare il nome di X-Force.
Il giorno successivo, il team tenne una conferenza stampa per presentare l'Anarchist. In una missione presumibilmente progettata per risuonare con i focus group, X-Statix accettò di salvare i Boyz R Us. I dirigenti discografici della band non si preoccuparono particolarmente di pagare il riscatto, anche se uno dei membri era già morto, poiché la loro morte avrebbe aumentato le vendite. I terroristi erano rintanati negli studi di Sonic TV, nel profondo della città.

### Morte apparente
La squadra si teletrasportò negli studi di Sonic TV. La battaglia stava andando bene, ma poi un elicottero d'attacco aprì il fuoco. Gli uomini armati sopravvissuti, i membri della band e la maggior parte della X-Force furono uccisi all'istante. U-Go-Girl e Anarchist sopravvissero. Zeitgeist, con la parte inferiore del busto spazzata via, sopravvisse giusto il tempo di rendersi conto del nome della ragazza che aveva ferito; Felicità. L'equipaggio dell'elicottero che ha sparato il colpo fatale è stato teletrasportato fuori e si è lasciato cadere a lunga distanza sul marciapiede sottostante.
Qualche tempo dopo, Wolverine scoprì le prove che l'allenatore e lo Zeitgeist avevano pianificato il massacro dei Boyz R Us. In questo periodo, lo stesso Coach fu ucciso da U-Go-Girl quando tentò di violentarla.

### Il ritorno e l'X-Cellent
Si scoprì che Cluney era sopravvissuto, in coma per un anno e poi sottoposto a un importante intervento chirurgico bionico. Decidendo di formare un esercito per combattere quella che vedeva come un'inevitabile guerra culturale, Zeitgeist reclutò l'X-Cellent e rapì Katie Sawyer, la figlia della defunta U-Go-Girl, per fungere da teletrasporto della squadra, solo per l'appena riformata X-Statix per combattere l'X-Cellent e salvare Katie.

## Poteri
Zeitgeist può vomitare acido dalla bocca, che può corrodere l'acciaio spesso 10 cm in meno di 30 secondi.

## Altri media
Zeitgeist appare nel film Deadpool 2, interpretato da Bill Skarsgård, dove viene reclutato nella X Force da Deadpool. Zeitgeist muore triturato in una cippatrice appena atterrato dopo essersi lanciato da un elicottero, ma non prima di uccidere accidentalmente Peter, accorso in suo aiuto, vomitandogli addosso.